# SS Thistlegorm
Le SS Thistlegorm est un cargo de la marine marchande britannique construit en 1940 et coulé le 6 octobre 1941 en mer Rouge par l'aviation allemande alors qu'il transportait du matériel militaire pour l'armée britannique en Égypte. L'épave fut découverte par Jacques-Yves Cousteau dans les années 1950 à la pointe sud du Sinaï, près de Ras Mohammed et est devenue depuis un site réputé de plongée sous-marine.

## Construction
Le cargo est construit par les chantiers navals J.L. Thompson and Sons (en) situés sur la rivière Wear, à Sunderland dans le nord-est de l'Angleterre.
Il est lancé le 9 avril 1940 et achevé le 24 juin suivant. Sa longueur est de 126,50 m, son maitre-bau de 17,70 m, son tirant d'au de 7,60 m pour un déplacement de 4 898 tjb. Son moteur, construit par North Eastern Marine Engineering, est un trois cylindres à triple expansion de 365 cv nominaux ou 1850 cv IHP.
Thistlegorm fut construit pour Albyn Line, qui l'immatricula à Sunderland. Son numéro officiel était 163052 et son signal d'appel TSF était GLWQ. Le ministère des transports de guerre le finança partiellement et devint un Defensively equipped merchant ship (en) ou DEMS) étant équipé défensivement avec un canon de  120 mm à sa poupe et d'une mitrailleuse lourde anti-aérienne.

## Navigation
Le navire effectua ses trois premiers voyages avec succès: le premier aux États-Unis pour charger des rails d'acier et des pièces détachées d'avion, le second en Argentine pour du grain et le troisième aux Antilles pour du rhum. Avant son quatrième voyage le cargo fit quelques réparations à Glasgow, en Écosse.

## Naufrage
Lors de son quatrième voyage, quittant Glasgow le 2 juin 1941 en direction d'Alexandrie en Égypte en contournant l'Afrique, il fut bombardé le 6 octobre 1941 près de Ras Mohammed en mer Rouge par deux bombardiers allemands Heinkel He 111.
Le navire transportait des camions Bedford, des chenillettes Bren Carrier, des motocyclettes BSA et Norton, des fusils mitrailleurs BREN et leurs munitions .303 British, deux locomotives à vapeur LMS Stanier Class 8F (en) et divers équipements.

## Découverte par Cousteau
Dans les années 1950, Jacques-Yves Cousteau a découvert l'épave, aidé par des informations de pêcheurs locaux. Il remonta plusieurs objets de l'épave dont une moto, le coffre du commandant et la cloche du navire. L'édition de février 1956 du magazine National Geographic montre clairement la cloche en place et les plongeurs de l'équipe de Cousteau dans la pièce de la lanterne du navire. Cousteau documenta sa plongée sur l'épave dans son livre La Mer vivante et la filma notamment dans le cadre de son documentaire Le Monde du silence (1956).

## Site de plongée sous-marine
Après la visite de Cousteau, le site retomba dans l'oubli sauf des pécheurs locaux. Au début des années 1990, Sharm el-Sheikh commença à se développer comme spot de plongée sous-marine. Le Thistlegorm redevint un site de plongée après la visite du Poolster, un navire pour plongeurs utilisant les informations d'un capitaine de pêche israélien.
L'explosion massive qui coula le cargo éclata la majeure partie de sa partie centrale la rendant très accessible aux plongeurs. La profondeur maximale de 30 m permet une plongée sans équipement spécial ou entrainement.
L'épave est devenue depuis un des sites de plongée sous-marine les plus célèbres de la mer Rouge.

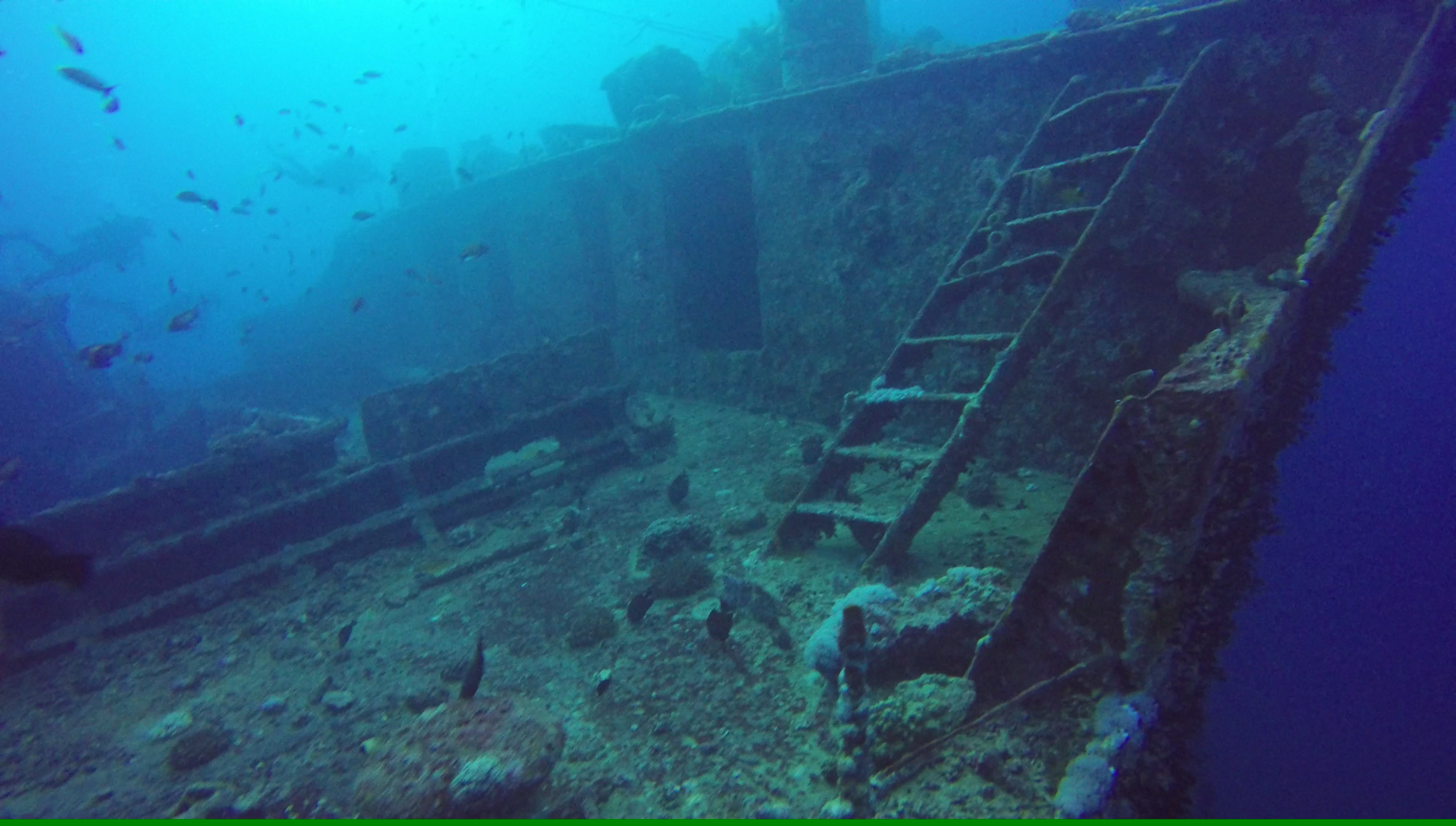
Cabine du commandant
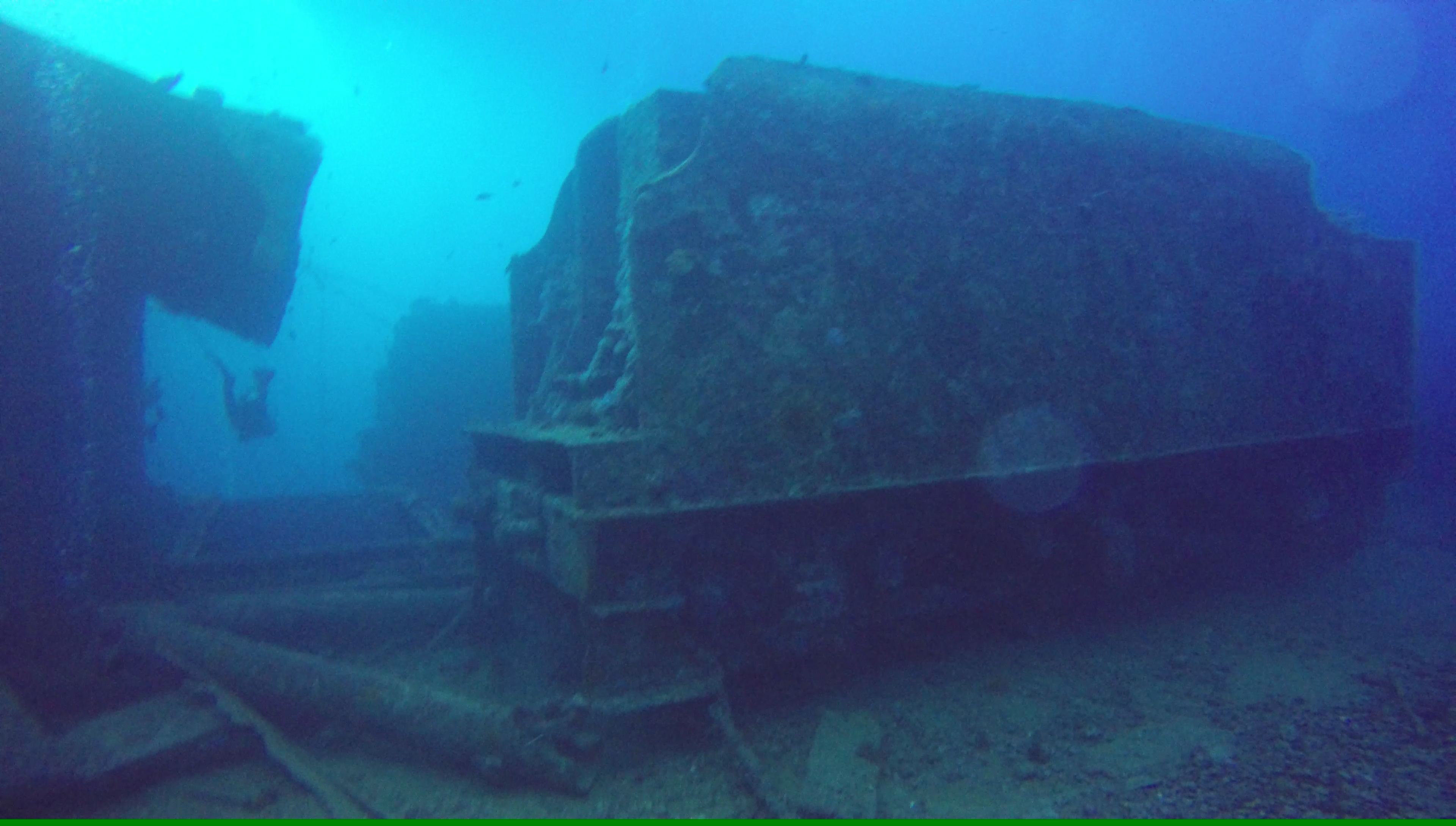
Locomotive sur le Thistlegorm
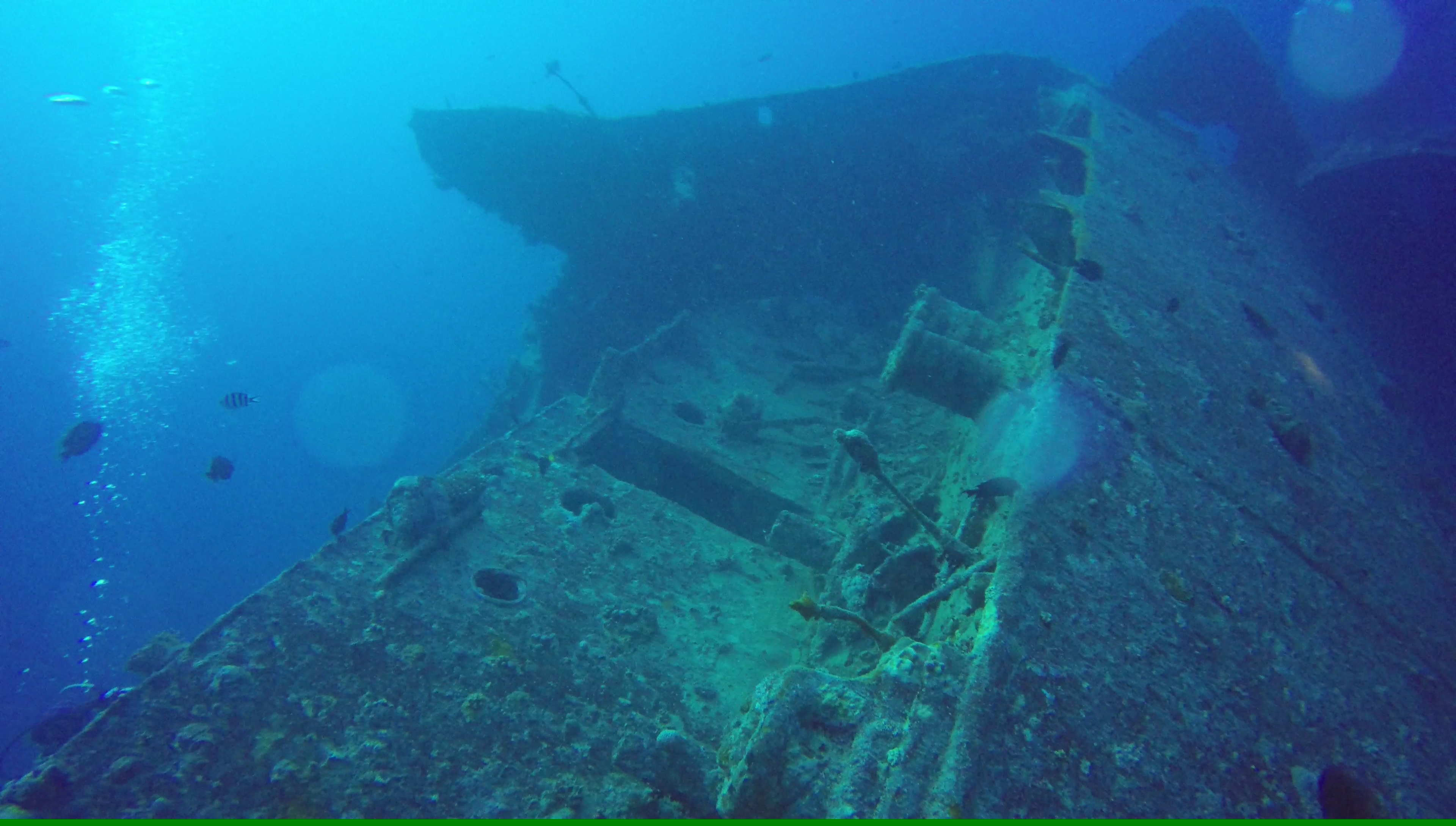
Lieu de l'explosion
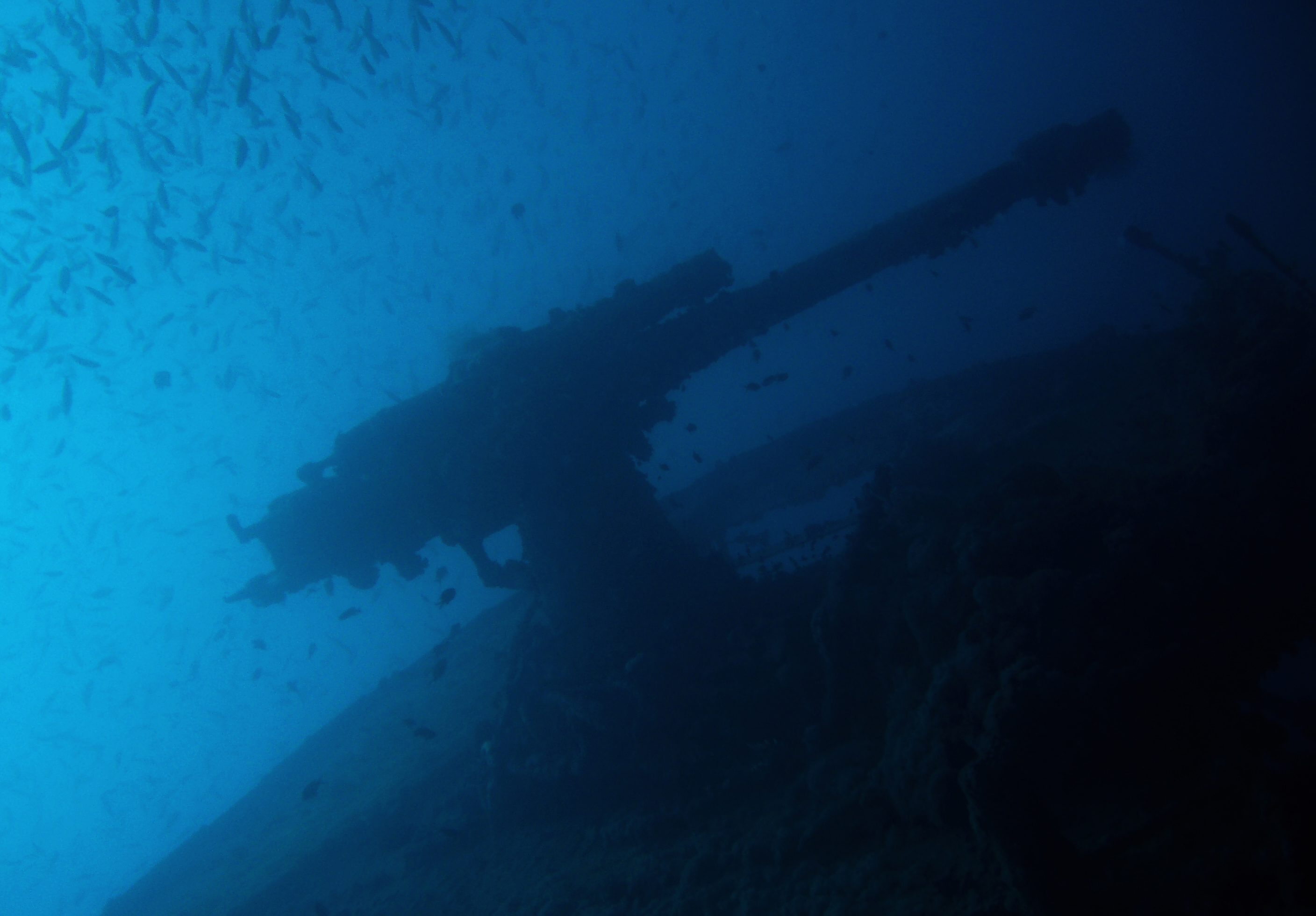
Canon du Thistlegorm
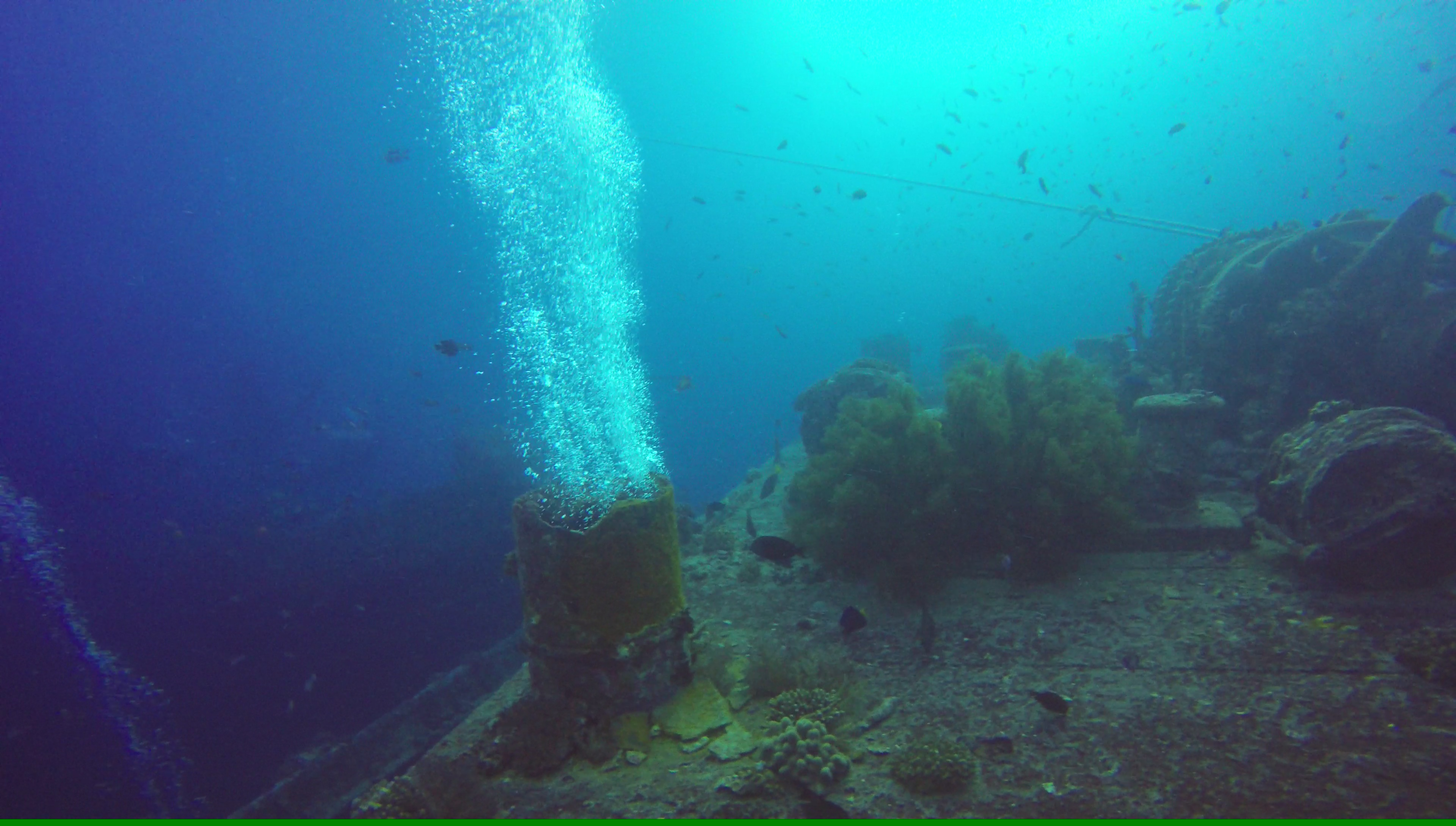
Sortie de bulles d'air des plongeurs
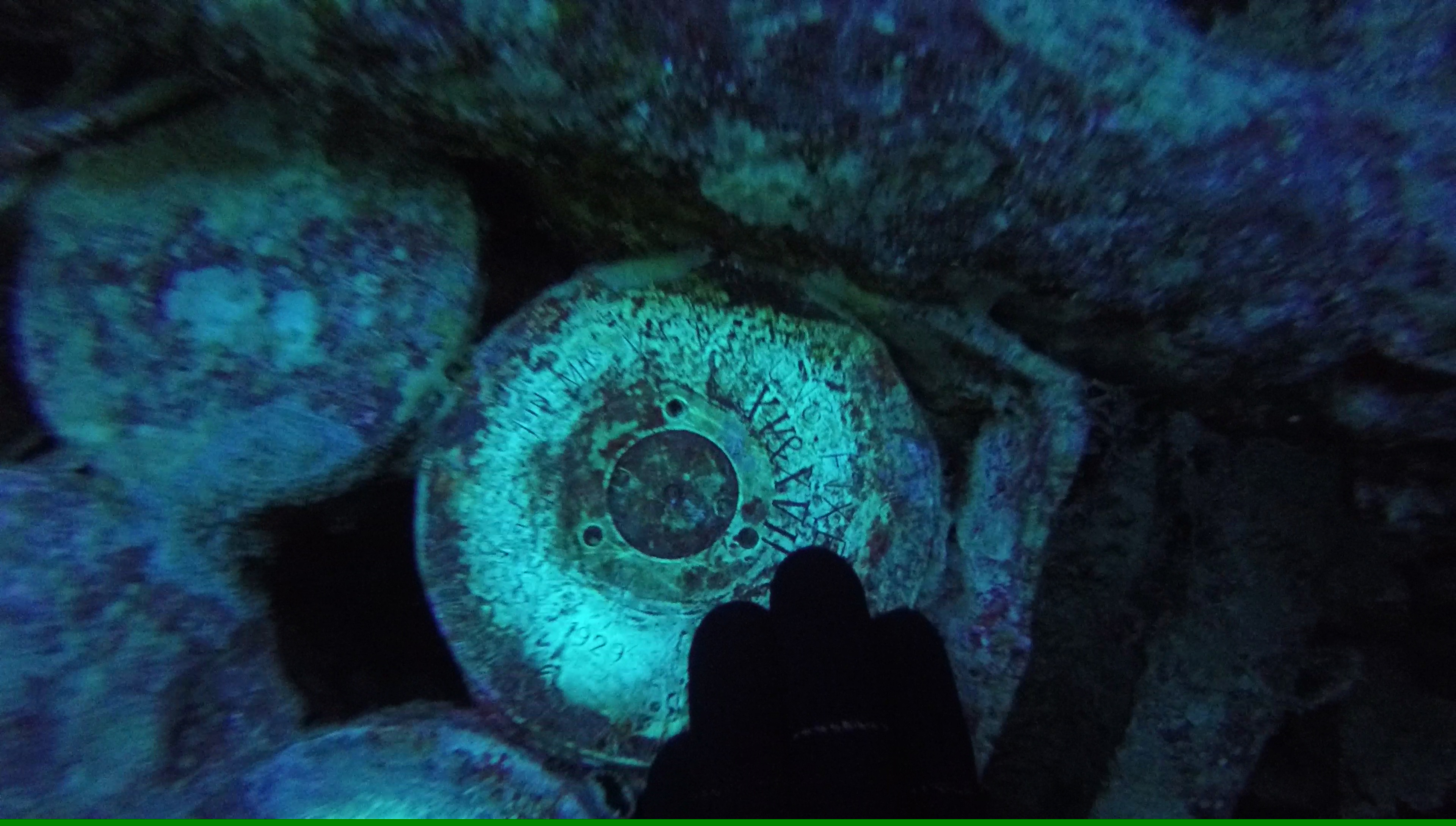
Obus de 1929
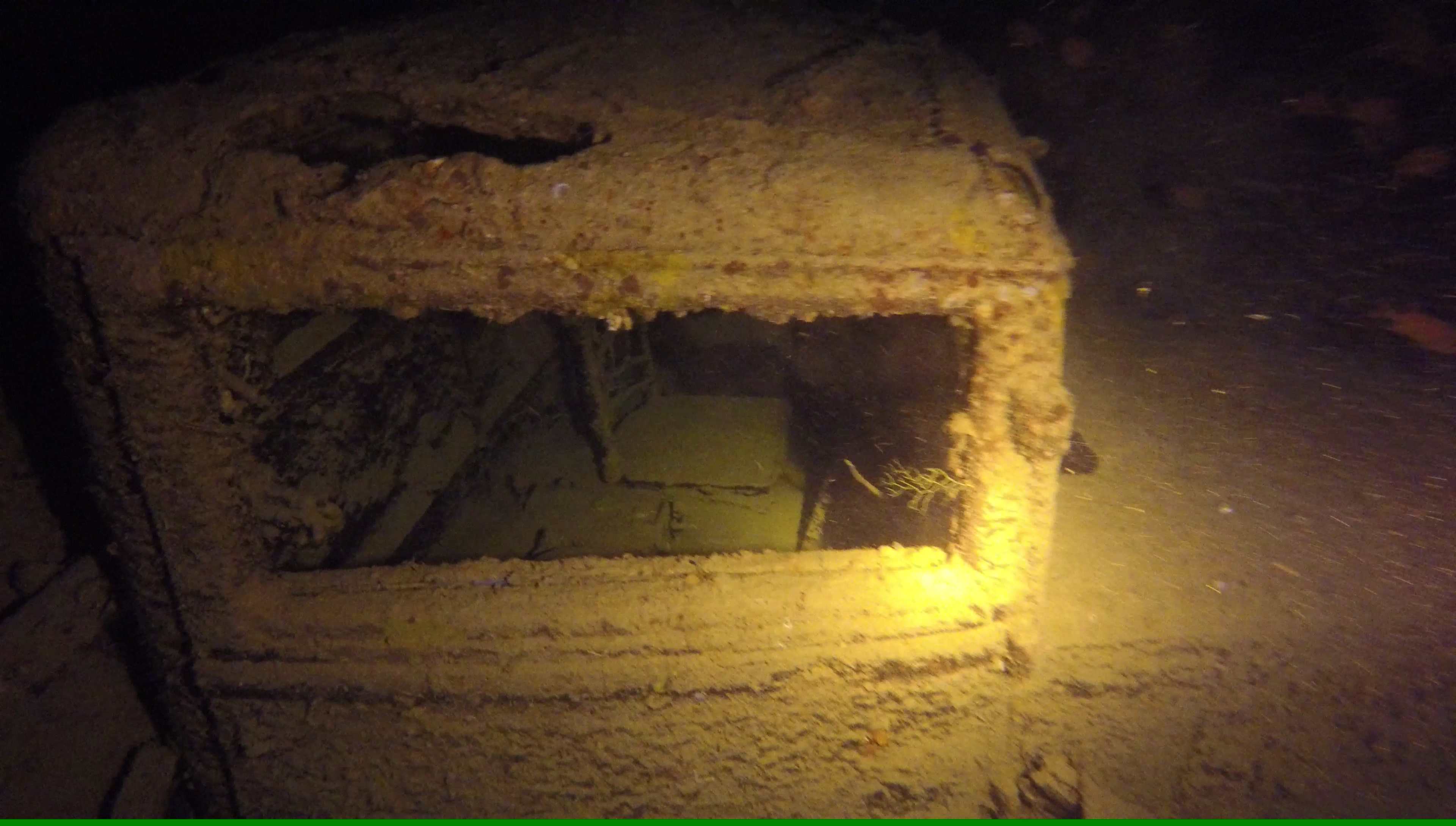
Un camion dans l'épave
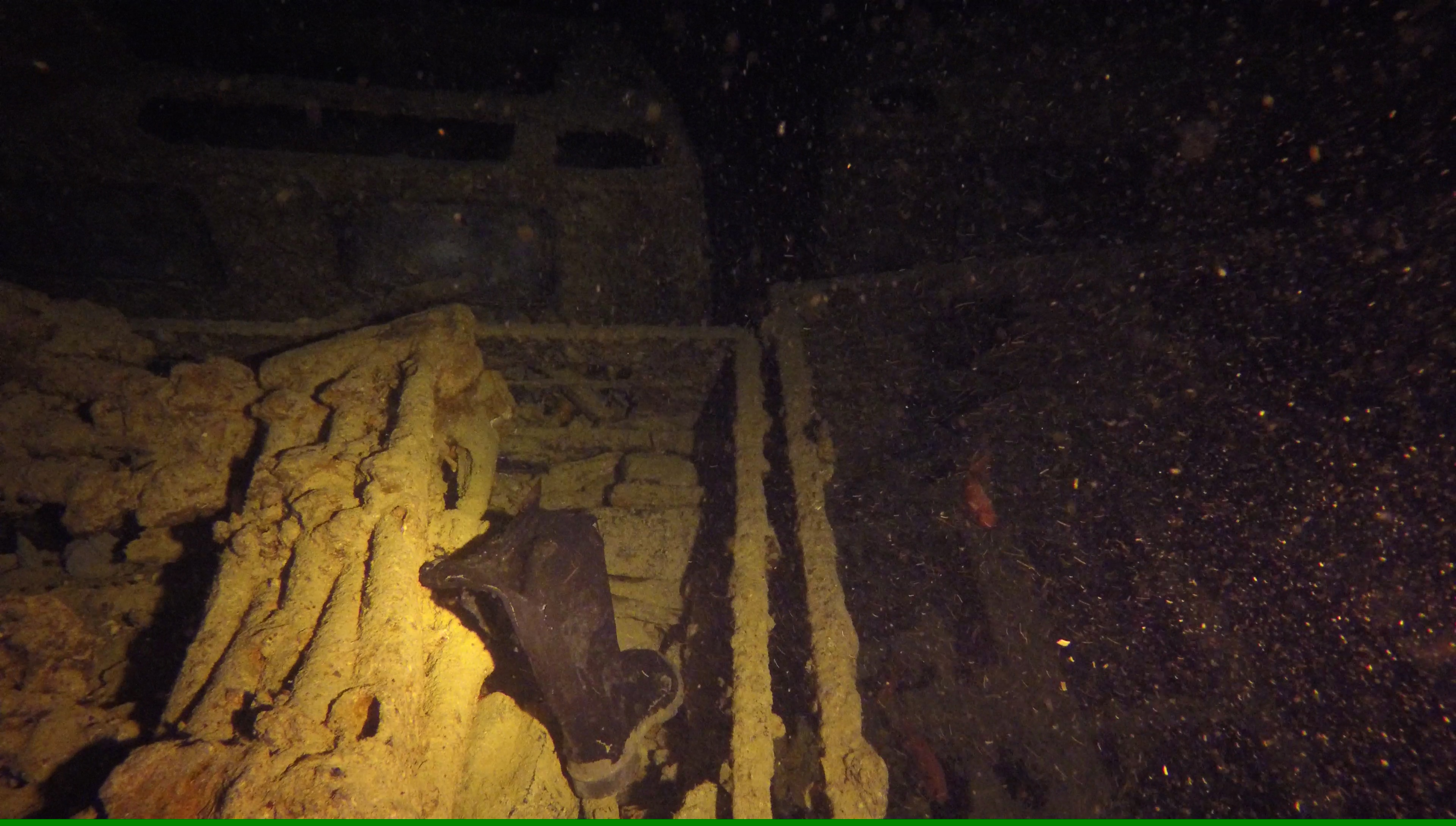
Botte de soldat (une des rares qu'il reste)
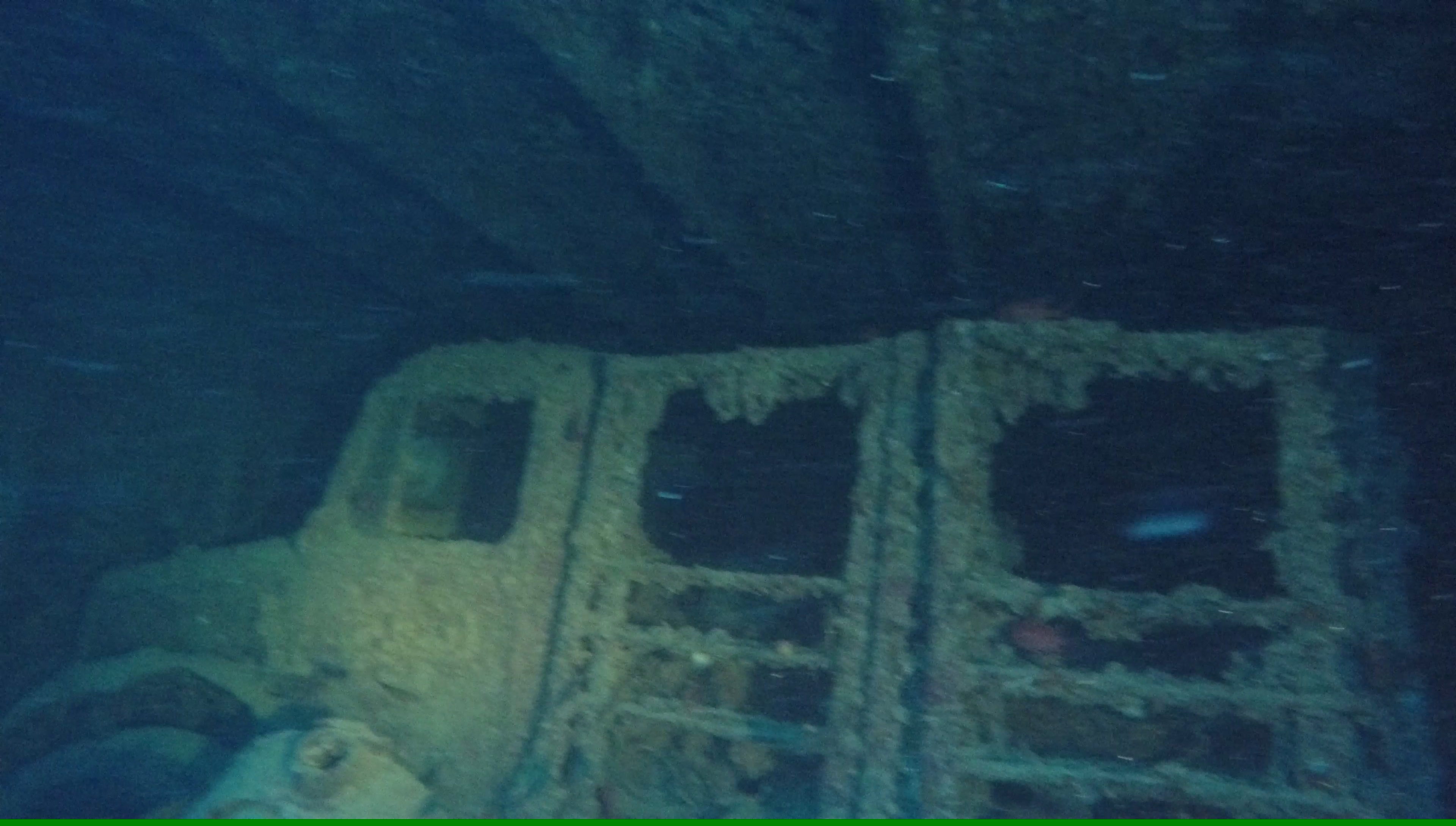
Camion des années 1930-1945
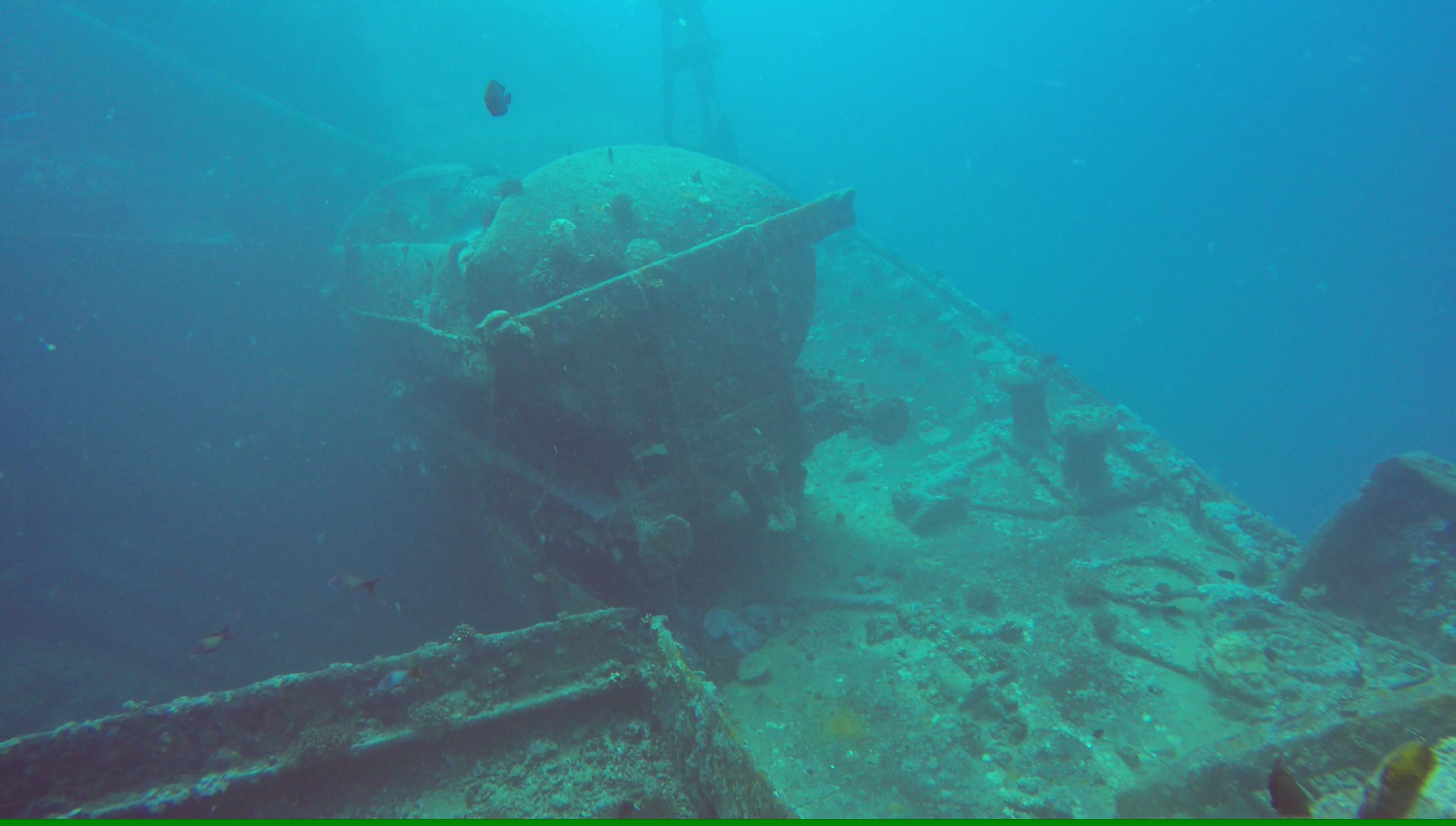
Citerne de train

## Note et référence
- (en) Cet article est partiellement ou en totalité issu de l’article de Wikipédia en anglais intitulé « Thistlegorm » (voir la liste des auteurs).

1. 1 2  « The Thistlegorm Project »
2. ↑  « Thistlegorm », sur Wear Built Ships, Shipping and Shipbuilding Research Trust (consulté le 13 janvier 2022)
3. 1 2  Lloyd's Register of Shipping, vol. II, London, Lloyd's Register of Shipping, 1942 (lire en ligne), « Steamers & Motorships »
4. ↑  « National Maritime Museum » [archive du 2 août 2011], Nmm.ac.uk (consulté le 26 février 2013)
5. ↑  Submitted by John Kean on Tue, 27/03/2012 - 18:00, « The SS Thistlegorm book », Ssthistlegorm.com, 27 mars 2012 (consulté le 26 février 2013)
6. ↑  Épave : Thistlegorm
7. ↑  « Diver Magazine February 2006 »(Archive.org • Wikiwix • Archive.is • Google • Que faire ?), juin 2016
8. ↑  Cabine du commandant, album Plongée en mer rouge